# Oligoclada leucotaenia
Oligoclada leucotaenia – gatunek ważki z rodziny ważkowatych (Libellulidae). Występuje na terenie Ameryki Południowej.